# Vaccinium whitmorei
Vaccinium whitmorei är en ljungväxtart som beskrevs av F.S.P. Ng. Vaccinium whitmorei ingår i Blåbärssläktet, och familjen ljungväxter. Inga underarter finns listade i Catalogue of Life.